# تپه امیر اعظمی
تپه امیر اعظمی مربوط به سده‌های اولیه و میانه دوران‌های تاریخی پس از اسلام است و در شهرستان دره‌شهر، بخش مرکزی، دهستان زرین دشت، ۲ کیلومتری جنوب شرق روستای وحدت آباد واقع شده و این اثر در تاریخ ۳۰ بهمن ۱۳۸۶ با شمارهٔ ثبت ۲۱۰۱۷ به‌عنوان یکی از آثار ملی ایران به ثبت رسیده است.